# Carl Wilhelm von Nägeli
Carl Wilhelm von Nägeli (ur. 23 marca 1817 w Kilchbergu, zm. 10 maja 1891 w Monachium) – szwajcarski botanik specjalizujący się w badaniach nad komórkami roślinnymi.

## Życiorys
Carl Wilhelm von Nägeli urodził się 23 marca 1817 roku w Kilchbergu. Jego ojciec Hans Caspar Nägeli był lekarzem i członkiem rady miasta Zurychu , był współzałożycielem prywatnej szkoły podstawowej, w której syn pobierał pierwsze lekcje . Po ukończeniu gimnazjum w rodzinnym mieście von Nägeli rozpoczął w 1836 roku studia medyczne na Uniwersytecie Zuryskim . Wkrótce jednak postanowił poświęcić się naukom przyrodniczym i przeniósł się na studia botaniczne  – był studentem m.in. Lorenza Okena (1779–1851)  i Oswalda Heera (1809–1883) . W 1839 roku wyjechał do Genewy, by na Uniwersytecie Genewskim uczestniczyć w wykładach Alphonse’a Pyrame de Candolle (1806–1893) . U Candollego pisał pracę doktorską o ostrożniach (Die Cirsien der Schweiz ), którą ukończył w 1840 roku i obronił na uniwersytecie w Zurychu . Następnie studiował w Berlinie i u Matthiasa Jacoba Schleidena (1804–1881) na uniwersytecie w Jenie . Razem ze Schleidenem założył czasopismo naukowe „Zeitschrift für wissenschaftliche Botanik” .
W 1842 roku udał się razem z Albertem von Koellikerem (1817–1905) na wyjazd studialny do Włoch . W tym samym roku uzyskał habilitację na Uniwersytecie Zuryskim  i został nauczycielem w miejscowej szkole weterynaryjnej . W 1845 roku wyjechał na południowo-zachodnie wybrzeże Anglii .
Podczas wyjazdów zbierał rośliny wodne, głównie glony, które studiował m.in. pod względem anatomicznym, morfologicznym i cytologicznym . Pierwsze publikacje, traktujące m.in. o budowie komórkowej plech czy odkryciu plemników i plemni u paproci (1844 ) i wzorcowatych, zamieszczał w „Zeitschrift für wissenschaftliche Botanik” . Przyczynił się do zrozumienia zjawiska osmozy i turgoru, interpretując zewnętrzną warstwę protoplastu jako błonę półprzepuszczalną .
W 1849 roku został profesorem nadzwyczajnym w Zurychu, a w 1852 roku profesorem zwyczajnym na uniwersytecie we Fryburgu . We Fryburgu prowadził badania nad krasnorostami, przede wszystkim krasnorostami właściwymi (Florideophyceae) oraz nad ramienicowymi . W 1854 roku otrzymał doktorat honoris causa Uniwersytetu Albrechta i Ludwika we Fryburgu .
W 1855 roku został profesorem nowo powstałej politechniki zuryskiej (niem. Eidgenössische Polytechnische Schule) . W 1857 roku objął posadę profesora na uniwersytecie w Monachium . W 1858 roku odbył podróż studialną do Petersburga, a następnie do Paryża . Po powrocie utworzył instytut botaniczny i został dyrektorem ogrodu botanicznego . W 1858 roku wykazał znaczenie kolejności podziałów komórkowych w określaniu kształtu części roślin .
W 1875 roku otrzymał Order Zasługi Korony Bawarskiej , a dwa lata później Order Maksymiliana . W 1888 roku Uniwersytet Boloński przyznał mu tytuł doktora honoris causa . W 1899 roku von Nägeli przeszedł na emeryturę .
Był jednym z pierwszych naukowców, którzy stosowali mikroskopię oraz nauki matematyki i fizyki w badaniach fizjologicznych . Specjalizował się w badaniach nad powstawaniem i wzrostem komórek oraz nad plazmolizą . Wprowadził pojęcie tkanki twórczej – grupy komórek roślinnych zawsze zdolnych do podziału . Prowadził pionierskie badania nad rozwojem korzenia i powstawaniem wiązek naczyniowych . Zaobserwował zjawisko podziału komórek, potwierdzając wcześniejsze obserwacje Hugo von Mohla (1805–1872) . Obok Mohla był pierwszym botanikiem, który rozróżnił ścianę komórkową od zawartości komórki . Stworzył tzw. teorię idioplazmy  – za cechy dziedziczne komórki odpowiadała pewna część protoplazmy, którą nazwał „idioplazmą” . Opisał budowę i rozwój wielu glonów i grzybów . Zajmował się również znaczeniem niższych grzybów dla rozwoju chorób zakaźnych i fermentacji . Badając skrobię, wprowadził pojęcie hipotetycznej jednostki struktury, co pozwoliło na zrozumienie struktury skrobi .
Zajmował się także teorią dziedziczenia i pochodzenia . Był zwolennikiem teorii samorództwa i wierzył, że ewolucja zachodzi skokowo . Prawdopodobnie przewidział odkrycie mutacji . Uważał, że zmienność gatunkowa była spowodowana przez czynniki wrodzone, które napędzała zmiany ewolucyjne w określonym nielosowym kierunku, na przykład w celu zwiększenia rozmiarów . Von Nägeli odrzucił przysłaną mu przez Gregora Mendla (1822–1884) pracę o dziedziczeniu – praca ta została odkryta 40 lat później i posłużyła jako źródło sformułowania praw Mendla .
Von Nägeli zmarł 10 maja 1891 roku w Monachium .

## Publikacje
Lista podana za Neue Deutsche Biographie :
- 1847 – Die neuern Algensysteme und Versuch zur Begründung eines eigenen Systems der Algen und Florideen
- 1849 – Gattungen einzelliger Algen physiologisch und systematisch bearbeitet
- 1855–1858 – Pflanzenphysiologische Unterssuchungen I–II (razem z Carlem Cramerem (1831–1901))
- 1858–1868 – Beiträge zur wissenschaftliche Botanik I-IV
- 1861–1881 – ok. 60 prac w Sitzungsberichte der königlichen Bayerischen Akademie der Wissenschaften in München
- 1865–1867 – Das Mikroskop, I. Theorie, II. Anwendung (razem z Simonem Schwendenerem (1829–1919)
- 1882 – Untersuchungen über niedere Pilze aus der pflanzenphysiologischen Inistut in München
- 1884 – Mechanisch-physiologische Theorie der Abstammungslehre
- 1885 – Die Hieracien Mitteleuropas I-II (razem z Albertem Peterem (1853–1937))
- 1893 – Über oligodynamische Erscheinungen in lebenden Zellen
- 1928 – Auszüge aus den grundlegenden Originalarbeiten N.s, Zusammenfassung und kurze Geschichte der Micellartheorie

## Członkostwa
- 1862 – członek Bawarskiej Akademii Nauk[9]
- 1865 – członek korespondencyjny Rosyjskiej Akademii Nauk[10]
- 1874 – członek korespondencyjny Pruskiej Akademii Nauk[11]
- 1877 – członek Akademii Nauk w Getyndze[12]
- 1881 – członek zagraniczny Royal Society[13]

## Odznaczenia, wyróżnienia i nagrody
- 1854 – doktorat honoris causa Uniwersytetu Albrechta i Ludwika we Fryburgu
- 1875 – Order Zasługi Korony Bawarskiej
- 1877 – Bawarski Order Maksymiliana za Naukę i Sztukę
- 1888 – doktorat honoris causa Uniwersytetu Bolońskiego